# IC 1698
IC 1698 је лентикуларна галаксија у сазвјежђу Рибе која се налази на листи објеката дубоког неба у Индекс каталогу.
Деклинација објекта је + 14° 50' 18" а ректасцензија 1h 25m 22,1s. Привидна величина (магнитуда) објекта IC 1698 износи 13,5 а фотографска магнитуда 14,5. IC 1698 је још познат и под ознакама UGC 983, MCG 2-4-40, CGCG 436-45, PGC 5261.